# Kanal 3 (Thailand)
Kanal 3 (ช่อง 3) är ett statligt regionalt TV- och radiobolag i Thailand. som ägs av Bangkok Entertainment.